# Combreteae
Combreteae  es una tribu  de plantas con flores en la familia de las  Combretaceae.  El género tipo es: Combretum Loefl. Contiene las siguientes subtribus.

## Subribus
- Combretinae
- Terminaliinae